# Cloche de l'église de Chaunac
La cloche de l'église Saint-Sulpice à Chaunac, une commune du département de la Charente-Maritime dans la région Nouvelle-Aquitaine en France, est une cloche de bronze datant de 1546. Elle a été classée monument historique au titre d'objet le 5 décembre 1908. 
Cette cloche a échappé à la confiscation à la révolte de la gabelle en 1548, puis à la domination huguenote en 1548 et 1569, alors que l'église a été detruite. 
Installée sur un tabouret de bois, elle porte une inscription en lettres gothiques : « IHS MA S SULPICE DE CHAUNAC L'AN MVCXLVI ».